# Slither
Slither är en låt av det amerikanska hårdrocksbandet Velvet Revolver. Låten släpptes som singel i maj 2004 och finns med på bandets debutalbum Contraband. Singeln nådde förstaplatsen på Hot Mainstream Rock Tracks och Alternative Songs. "Slither" tilldelades en Grammy Award 2005 för "Best Hard Rock Performance".